# Sveriges Ungdomskör
Sveriges Ungdomskör (SVUK) är en spetsutbildning för unga körsångare från hela landet driven av UngiKör. Kören, som består av sångare i åldrarna 16-25, ger duktiga korister ett sammanhang att musicera på hög nivå. Repertoaren består huvudsakligen av svensk, nordisk, och baltisk musik från olika epoker, men även nutida musik och beställningsverk. Som musikalisk ledare för ensemblen anlitas välrenommerade kördirigenter i projektperioder om 3 år vardera. Nuvarande dirigent är Florian Benfer.
Förutom återkommande konserter på olika platser runtom i landet består körens verksamhet av inspelningar, utbytesresor och samarbeten med andra ensembler. Tidigare har SVUK gjort konserter med bl.a. Radiokören, Sveriges Radios Symfoniorkester, samt de nationella ungdomskörerna från Norge, Italien och Japan.

## Dirigenter
- 2011–2012: Karin Oldgren
- 2013–2016: Fredrik Winberg
- 2016–2018: Cecilia Martin-Löf
- 2018–2021: Erik Westberg
- 2021–2024: Maria Goundorina
- 2024–2027: Florian Benfer[6]

## Diskografi
Utgivet under namnet Swedish Youth Choir
- 2019 – A Voice for Humanity, med dir. Erik Westberg, Studio Acusticum Records
- 2021 – Lyssna till jorden, med dir. Erik Westberg